# (31425) 1999 BF3
1999 بي أف 3 (ويعرف أيضًا باسم (31425) 1999 بي أف 3 وفق تسمية الكوكب الصغير) (بالإنجليزية: 1999 BF3)‏ هو كويكب ضمن حزام الكويكبات؛ وترتيبه 31425 من حيث الاكتشاف.
اكتُشف هذا الجُرم الفلكي بواسطة هيروشي كانيدا في 16 يناير 1999.

## وصلات خارجية
- (31425) 1999 BF3 في قاعدة بيانات مختبر الدفع النفاث لأجرام النظام الشمسي الصغيرة

- الاكتشاف · مخطط المدار ·  العناصر المدارية · المعلمات المادية

- (31425) 1999 BF3 على موقع ويكي سكاي: DSS2, SDSS, GALEX, IRAS, Hydrogen α, X-Ray, Astrophoto, Sky Map, Articles and images